# Cavanillesia chicamochae
El baobab colombiano o baobab barrigón o ceiba barrigona (Cavanillesia chicamochae) es una especie de dicotiledónea de la familia de las malváceas. Sólo habita en Colombia; es exclusivo del cañón del Chicamocha. Fue descrita por primera vez por José Luis Fernández Alonso en 2003 y no hay subespecies enumeradas.